# Kiustendil
Kiustendil (în bulgară Кюстендил) este un oraș în Obștina Kiustendil, Regiunea Kiustendil, Bulgaria. Pe vremuri, bulgarii au denumit-o "Velbujd" sau "Velbajd", în latina medievală a fost cunoscută ca "Velebusdus", iar în antichitate, "Pautalia".

## Demografie
Componența etnică a orașului Kiustendil
     Romi (11,62%)
     Bulgari (82,48%)
     Nicio identificare (5,51%)
     Altele (1,03%)
La recensământul din 2011, populația orașului Kiustendil era de 44.532 locuitori. Din punct de vedere etnic, majoritatea locuitorilor (82,48%) erau bulgari, cu o minoritate de romi (11,62%). Pentru 5,51% din locuitori nu este cunoscută apartenența etnică.

## Personalități născute aici
- Teodor Ușev (n. 1968), realizator de animații, regizor de film și scenarist, stabilit în Montreal;
- Ilian Stoyanov (n. 1977), fotbalist.